# تل سعدية

تل سعدية أو تل السعدية هو تل آثري يقع في محافظة ديالى، العراق.

## الأبحاث الآثرية
أُجريت أعمال التنقيب في الموقع بين عامي 1979 و1980. وكانت جزءاً من عملية دولية لإنقاذ الآثار نظمتها مديرية الآثار العراقية بهدف حماية المعالم التاريخية في منطقة جبل حمرين المهددة بسبب بناء سد على نهر ديالى "برنامج حمرين أو مشروع إنقاذ آثار سد حمرين (Hamrin Dam Salvage Project)". نُفذت أعمال التنقيب الأثرية في تل سعدية بواسطة فريق من المركز البولندي لآثار البحر الأبيض المتوسط، جامعة وارسو، تحت إشراف ستيفان ك. كوزلوفسكي وبيوتر بييلينسكي. بسبب أعمال البناء فقد دُمرت بالفعل المنحدرات الشمالية والغربية للتل الصغير (قطره حوالي 80 متر). أدى وجود مقبرة حديثة تغطي الجزء الأكبر من الموقع إلى إخلال بتسلسل الطبقات الآثرية. كشفت الحفريات على مستوطنة تعود إلى فترة العبيد (الألفية الخامسة قبل الميلاد) تضم منازل متعددة الغرف مبنية من الطوب اللبن المجفف بالشمس، بالإضافة إلى أفران الفخار. كانت بعض المنازل أكثر إثارة للإعجاب، حيث كانت تضم قاعة مركزية تحيط بها غرف عادة ما تكون أصغر ممتدة على جوانبها الأطول. عُثر أيضاً على جثث أطفال مدفونة في جرار تحت بعض الأرضيات. شكلت أواني الدفن هذه، بما في ذلك الجرار المطلية بشكل جميل، أهم الاكتشافات قيمةً في الموقع.

## قراءة إضافية
- مراجعة اللجنة الوطنية البولندية لليونسكو. نشرة 2017/18 (علم الآثار البولندي من أجل حماية التراث العالمي) (بالإنجليزية)
- أ. بينكوفسكا، د. سزيلانج، أ. زيخ (محررون). قصص رويت حول النافورة. أوراق بحثية مقدمة إلى بيوتر بيلينسكي بمناسبة عيد ميلاده السبعين، وارسو: PCMA، مطبعة جامعة وارسو 2019 (بالإنجليزية)
- كوزلوفسكي، س. ك.، بيلينسكي، ب. تل السعدية؛ تقرير أولي عن الموسم الأول من الحفريات، 1979. سومر، 40 (1985).

## روابط خارجية
- حفريات الإنقاذ الآثرية في تل السعدية (بالإنجليزية)